# لانسینگ (آیووا)
لانسینگ (به انگلیسی: Lansing) شهری در ایالت آیووا کشور ایالات متحده آمریکا است که جمعیت آن در سرشماری سال ۲۰۱۰ میلادی، ۹۹۹ نفر بوده‌است.